# Holzhausen (Rheinau)
Holzhausen ist ein Ortsteil der Stadt Rheinau (Baden) in Baden-Württemberg.

## Geschichte

### Mittelalter
Das Dorf Holzhausen lag im Amt Lichtenau der Herrschaft Lichtenberg. Es war ein Lehen des Bischofs von Straßburg, wobei die Erstbelehnung vermutlich 1274 erfolgte. 1335 nahmen die mittlere und die jüngere Linie des Hauses Lichtenberg eine Landesteilung vor. Dabei fiel das Amt Lichtenau – und damit Holzhausen – an Ludwig III. von Lichtenberg, der die jüngere Linie des Hauses begründete.
Anna von Lichtenberg (* 1442; † 1474) war als Tochter Ludwigs V. von Lichtenberg (* 1417; † 1474) eine von zwei Erbtöchtern mit Ansprüchen auf die Herrschaft Lichtenberg. Sie heiratete 1458 den Grafen Philipp I. den Älteren von Hanau-Babenhausen (* 1417; † 1480), der eine kleine Sekundogenitur aus dem Bestand der Grafschaft Hanau erhalten hatte, um sie heiraten zu können. Durch die Heirat entstand die Grafschaft Hanau-Lichtenberg. Nach dem Tod des letzten Lichtenbergers, Jakob von Lichtenberg, eines Onkels von Anna, erhielt Philipp I. d. Ä. 1480 die Hälfte der Herrschaft Lichtenberg. Die andere Hälfte gelangte an seinen Schwager, Simon IV. Wecker von Zweibrücken-Bitsch. Das Amt Lichtenau gehörte zu dem Teil von Lichtenberg, den die Nachkommen von Philipp und Anna erbten.

### Frühe Neuzeit
Graf Philipp IV. von Hanau-Lichtenberg (1514–1590) führte nach seinem Regierungsantritt 1538 die Reformation in seiner Grafschaft konsequent durch, die nun lutherisch wurde. 1590 hatte das Dorf etwa 70 Einwohner.
1618 verkaufte Graf Johann Reinhard I. von Hanau-Lichtenberg den Zehnten von Holzhausen (und Hausgereut) an einen Samuel Hugwart aus Straßburg. Nach dem Dreißigjährigen Krieg wurde kam es darüber zu einem Rechtsstreit, der bis 1683 andauerte. Im Dreißigjährigen Krieg und den Kriegen des ausgehenden 17. Und 18. Jahrhunderts blieb das Dorf weitgehend verschont, da es nicht an einer der großen Durchgangsstraßen lag. 1670 war nur eine Hofstätte aufgegeben worden.
Nach dem Tod des letzten Hanauer Grafen, Johann Reinhard III., 1736 fiel das Erbe – und damit auch das Amt Lichtenau mit Holzhausen – an den Sohn seiner einzigen Tochter, Charlotte von Hanau-Lichtenberg, Landgraf Ludwig (IX.) von Hessen-Darmstadt. Holzhausen bildete bis 1785 zusammen mit Hausgereut einen eigenen Gerichtsbezirk, der aufgelöst wurde, weil Hausgereut und Rheinbischofsheim fusionierten. 1790 hatte das Dorf 250 Einwohner.

### Neuzeit
Mit dem Reichsdeputationshauptschluss wurde das Amt und Holzhausen 1803 dem neu gebildeten Kurfürstentum Baden zugeordnet. Beim Übergang von Holzhausen an Baden zählte das Dorf 241 Einwohner. Nach dem Ende der napoleonischen Herrschaft hatte das Dorf 10.083 Gulden Schulden.
Am 1. Januar 1973 wurde der Landkreis Kehl aufgelöst, dem Holzhausen bis zuletzt angehörte. Am 1. April 1974 wurde Holzhausen nach Rheinbischofsheim eingemeindet, welcher wiederum am 1. Januar 1975 mit Freistett zur neuen Stadt Rheinau vereinigt wurde.